# Andréi Fetísov
Andréi Serguéyevich Fetísov (nacido en Novokuznek Rusia el 19 de enero de 1972) es un exjugador de baloncesto profesional ruso.

## Biografía
Fue elegido en la segunda ronda del draft de la NBA por los Boston Celtics en 1994 en el momento que jugaba para el club español Club Baloncesto Valladolid. Más tarde, realizó el campamento de entrenamientos con los Milwaukee Bucks pero no llegó a jugar en la NBA.

## Clubes
- 1992-1993: Spartak San Petersburgo
- 1993-1996: Club Baloncesto Valladolid
- 1996: FC Barcelona
- 1996-1997: MBC Dinamo Moscú
- 1997-1998: Basket Rimini
- 1998-1999: Avtodor Saratov
- 1999-2000: Spartak San Petersburgo
- 2000-2001: CSKA Moscú
- 2001: Śląsk Wrocław
- 2001-2002: CSKA Moscú
- 2002-2003: UNICS Kazán
- 2003-2005: Dinamo Moscú
- 2005-2006: Lokomotiv Rostov
- 2006-2007: Spartak Primorje